# Исаев, Мамед Газалиевич
Маме́д Газали́евич Иса́ев (укр. Мамед Газалієвич Ісаєв) (11 апреля 1957 — 4 августа 1995) — советский футболист и украинский футбольный тренер чеченского происхождения, президент ФК «Динамо» (город Саки), был похищен и убит ОПГ «Башмаки».

## Биография
Исаев Мамед Газалиевич (в быту Григорьевич) родился в посёлке Молтовар, Фрунзенской области, в семье ранее депортированных чеченцев. Был седьмым из восьми детей (имел три брата и четыре сестры). В начале 60-х годов семья Исаева М. Г. получила возможность вернуться на историческую родину и поселились в посёлке Бачи-Юрт, Чечня. В детстве Исаев М. Г. потерял родителей и в 6 летнем возрасте попал в детский дом станицы Ассиновская Чеченской республики, где воспитывался до 12 летнего возраста, после чего попал спорт-интернат в Грозном, который был базой для подрастающих резервов ФК «Терек».
Спорт-интернат закончил в 1975 году и сразу попал в ФК «Химик» Гродно, где начал футбольную карьеру.
В 1977 году перешел в грозненский «Терек». В 1978 году Исаев М. Г. переезжает в город Севастополь, где играл за местный клуб «Атлантика», а также в этом же году познакомился и женился на Дикой Людмиле Васильевне. В конце 1978 начале 1979 года был на просмотре в команде «Уралан» Элиста, но предпочел перейти в клуб «Локомотив» Винница, который позже был переименован в «Ниву». В 1979 году поступает в Симферопольский государственный университет на факультет физической культуры и спорта, где играл за сборную университета, а также вернулся в ФК «Атлантика» Севастополь. В 1980 году также выступал за ФК «Колос» Павлоград.

### Тренерская деятельность
В 1983 году после окончания вуза направляется по распределению в Фрунзенскую среднюю школу, где работал учителем физкультуры с 1983 по 1987 год. Также стал тренировать детскую футбольную команду и выступать за местную футбольную команду «Фрунзенец» на первенство области «Колос» среди сельских поселений, где команда становится победителем в 1988 году.

### Создание футбольного клуба
В 1989 самостоятельно основал хозрасчетный спортивный клуб «Фрунзенец», президентом которого он стал, и на обеспечении которого стал базироваться футбольный клуб «Фрунзенец». Также в этом году команда стала победителем первенства Крымской области среди городских поселений. В сезоне 1991/92 — участие в первенстве Украины среди коллективов физической культуры (КФК). Сезон 1992/93 — выход в переходную лигу чемпионата Украины, где команда занимает 7-е место. Сезон 1993/94 — 2-е место в переходной лиге чемпионата Украины и выход во вторую лигу. В 1994 году после выхода во вторую лигу клуб поменял место дислокации на город Саки, а после первого круга чемпионата команда была переименована в «Динамо». В сезоне 1995/96 команда имела амбициозные планы на выход в первую лигу.
Достижения команды под руководством Мамеда Исаева
- Чемпионат Украины D4	2 место	(сезон 1993/94)
- Чемпионат Автономной Республики Крым	1 место	(1989 год)
- Чемпионат Автономной Республики Крым 2 место (1992 год)
- Кубок Автономной Республики Крым 1 место (1994 год)
- Кубок Автономной Республики Крым 2 место (1992 и 1993 год)

Памяти Мамеда Исаева проводятся ежегодные футбольные турниры.

### Похищение и убийство
В 1995 году между президентом футбольного клуба «Динамо» (город Саки) Мамедом Исаевым и руководством футбольного клуба «Таврия» (Симферополь) возник конфликт по поводу передачи игроков. ОПГ «Башмаки», контролировавшие деятельность «Таврии», решили любым образом заставить Исаева безвозмездно передать им футболистов. Для этого привлекли восемь боевиков, перед которыми поставили задачу: выследить Исаева, похитить его, вывезти в лесную зону и там «разобраться». Операция дважды срывалась. Но на третий раз Исаева всё же схватили по дороге на работу. Находившиеся в автомобиле наемные убийцы подали сигнал — светом фар — своим «коллегам», расположившимся в другой машине у выезда из дома. Мужчину силой затолкали в легковушку и вывезли в лесополосу, где устроили экзекуцию: коллективно избивали жертву, нанося травмы, которые в дальнейшем будут квалифицированы экспертами как «несовместимые с жизнью».
Пытаясь спастись, Исаев притворился мёртвым. Тогда преступники прикрыли его ветками от деревьев и скрылись. Увы, выжить потерпевшему не было суждено: несмотря на оказанную ему медицинскую помощь, он в тот же день скончался в больнице. Дело по убийству вела Наталья Поклонская.

## Футбольная деятельность
- 1975—1989 — футболист различных клубов
- 1992 — 07.1995 — главный тренер «Динамо» Саки (незадолго до смерти передал пост Игорю Лялину)
- 07.1994 — 04.08.1995 — президент ФК «Динамо» Саки